# Bela, Ajdovščina
Bela je naselje v Občini Ajdovščina.
Bela je majhna vas v dolini potoka Bele. V vasi je osem stanovanjskih hiš. Tu se stikata potok Bela in Sapotnik, ki se nadaljuje do Vipave pod imenom Bela. Bela ima tri sosednje vasi: Podkraj, Višnje in Sanabor.